# Allotinus
Allotinus es un género de mariposas de la familia Lycaenidae. Las especies de este género se encuentran en la ecozona indomalaya.

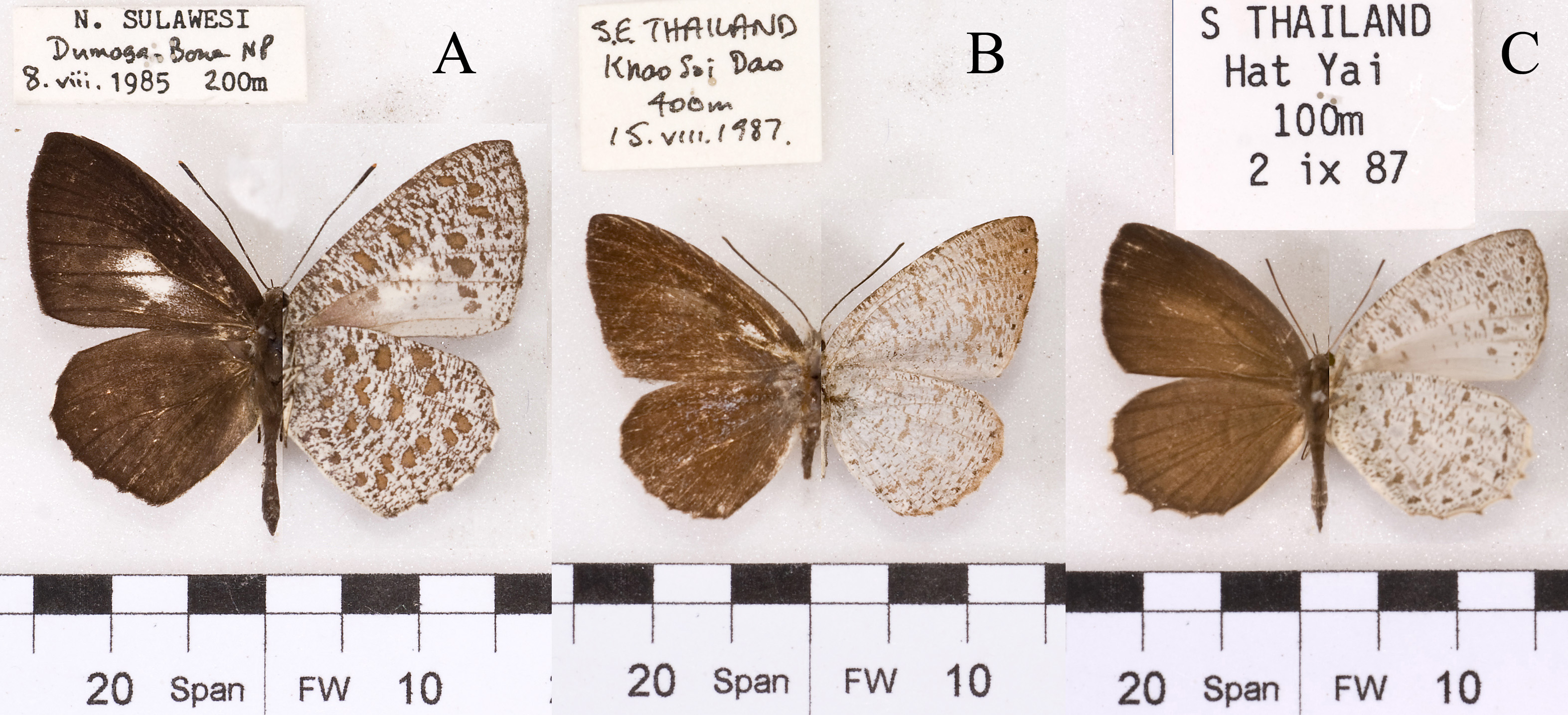
Subgéneros de Allotinus:
A - Allotinus (Allotinus), ♂, Célebes;
B - Allotinus (Fabitaras) taras, ♂, Tailandia;
C - Allotinus (Paragerydus) leogoron, ♀, Tailandia.

## Especies
- Subgénero Allotinus
  - Allotinus agnolia  Eliot, 1986
  - Allotinus albifasciatus  Eliot, 1980
  - Allotinus fallax  C. & R. Felder, [1865]
  - Allotinus major  C. & R. Felder, [1865]
  - Allotinus maximus  Staudinger, 1888
  - Allotinus nicholsi  Moulton, [1912]
  - Allotinus otsukai  Takanami & Seki, 1990
  - Allotinus subviolaceus  C. & R. Felder, [1865]
- Subgénero Fabitaras Eliot, 1986
  - Allotinus bidiensis  Eliot, 1986
  - Allotinus borneensis  Moulton, 1911
  - Allotinus brooksi  Eliot, 1986
  - Allotinus fabius (Distant & Pryer, 1887)
  - Allotinus kudaratus  Takanami, 1990
  - Allotinus nigritus (Semper, 1889)
  - Allotinus portunus (de Nicéville, 1894)
  - Allotinus punctatus (Semper, 1889)
  - Allotinus sarrastes  Fruhstorfer, 1913
  - Allotinus strigatus  Moulton, 1911
  - Allotinus taras (Doherty, 1889)
- Subgénero Paragerydus Distant, 1884
  - Allotinus albatus  C. & R. Felder, 1865
  - Allotinus albicans Okubo, 2007
  - Allotinus apries  Fruhstorfer, 1913
  - Allotinus corbeti  Eliot, 1956
  - Allotinus davidis  Eliot, 1959
  - Allotinus drumila (Moore, 1866)
  - Allotinus horsfieldi (Moore, 1858)
  - Allotinus leogoron  Fruhstorfer, 1915
  - Allotinus luzonensis  Eliot, 1967
  - Allotinus macassarensis (Holland, 1891)
  - Allotinus melos (Druce, 1896)
  - Allotinus nivalis (Druce, 1873)
  - Allotinus paetus (de Nicéville, 1895)
  - Allotinus parapus  Fruhstorfer, 1913
  - Allotinus samarensis  Eliot, 1986
  - Allotinus substrigosus (Moore, 1884)
  - Allotinus unicolor  C. & R. Felder, [1865]
- Subgénero desconocido
  - Allotinus thalebanus Murayama & Kimura, 1990

## Antiguas especies
- Allotinus distanti  Staudinger, 1889 = Logania marmorata palawana